# 10 + 2: El gran secret
10 + 2: El gran secret és una pel·lícula d'animació catalana dirigida per Miquel Pujol i estrenada el juny del 2001. Està basada en la sèrie d'Acció emesa per Televisió de Catalunya. Va estar nominada al Goya a la millor pel·lícula d'animació i seleccionada per competir en la XVIII edició del
Festival Internacional de Cinema Infantil de Chicago. El llargmetratge va poder veure's primer als cinemes de Catalunya, dos mesos després a tot l'Estat i a partir del 2002 a diversos països europeus.

## Argument
A l'escola del País dels Números, dirigida pel professor Aristòtil i el seu ajudant Infinit, la tranquil·la vida dels estudiants es veu alterada per l'arribada de la Mil·lèsima, neboda de l'Aristòtil. A més, a causa d'una lesió del professor, arriba al centre una mestra substituta, la senyoreta Zenòbia, que aplicarà el seu despotisme a les classes. Amb tot, els protagonistes descobriran uns antics poders que revelaran el gran secret que amaga l'escola.

## Doblatge
- Infinit: Belén Roca
- Mil·lèsima: Mar Roca
- Aristòtil: Fèlix Benito
- Zenòbia: Aurora García[4]